# Fabriciana auresiana
Fabriciana auresiana är en fjärilsart som beskrevs av Hans Fruhstorfer 1908. Fabriciana auresiana ingår i släktet Fabriciana och familjen praktfjärilar. Inga underarter finns listade i Catalogue of Life.